# Camarhynchus pauper
Tentilhão-arbóreo-médio ou galapaguito-arborícola-da-floreana (Camarhynchus pauper) é uma espécie de ave da família Emberizidae.
É endémica do Equador.
Os seus habitats naturais são: florestas secas tropicais ou subtropicais , regiões subtropicais ou tropicais húmidas de alta altitude e matagal húmido tropical ou subtropical.
Está ameaçada por perda de habitat.